# Liste der Kulturdenkmale in Utersum
In der Liste der Kulturdenkmale in Utersum sind alle Kulturdenkmale der schleswig-holsteinischen Gemeinde Utersum (Kreis Nordfriesland) aufgelistet (Stand: 16. Juni 2025).

## Legende
In den Spalten befinden sich folgende Informationen:
- Objekt-ID: die Nummer des Kulturdenkmales
- Lage: die Adresse des Kulturdenkmales und die geographischen Koordinaten. Kartenansicht, um Koordinaten zu setzen. In der Kartenansicht sind Kulturdenkmale ohne Koordinaten mit einem roten Marker dargestellt und können in der Karte gesetzt werden. Kulturdenkmale ohne Bild sind mit einem blauen Marker gekennzeichnet, Kulturdenkmale mit Bild mit einem grünen Marker.
- Offizielle Bezeichnung: Bezeichnung des Kulturdenkmales
- Beschreibung: die Beschreibung des Kulturdenkmales
- Bild: ein Bild des Kulturdenkmales

## Ehemalige Kulturdenkmale
| Objekt-ID     | Lage                                       | Offizielle Bezeichnung | Beschreibung                                     | Bild |
| ------------- | ------------------------------------------ | ---------------------- | ------------------------------------------------ | ---- |
| 3868 Wikidata | Lung Jaat 18 (54° 42′ 56″ N, 8° 24′ 28″ O) | Grabplatte Antje Olufs | nicht mehr einzeln als Kulturdenkmal ausgewiesen | BW   |

## Quelle
- Liste der Kulturdenkmale in Schleswig-Holstein – Kreis Nordfriesland (PDF)

- Karte mit allen Koordinaten:
- OSM |
- WikiMap